# Sidorukun (Pangkatan)
Sidorukun is een bestuurslaag in het regentschap Labuhan Batu van de provincie Noord-Sumatra, Indonesië. Sidorukun telt 4814 inwoners (volkstelling 2010).